# (73951) 1997 UK8
(73951) 1997 UK8 – planetoida z pasa głównego asteroid okrążająca Słońce w ciągu 5,87 lat w średniej odległości 3,25 j.a. Odkryta 21 października 1997 roku.